# Picot de Panamà
El picot de Panamà (Piculus callopterus) és una espècie d'ocell de la família dels pícids (Picidae) que habita la selva humida, clars, bosc obert i vegetació secundària de les terres baixes a ambdues vessants de Panamà.